# إدراك عددي

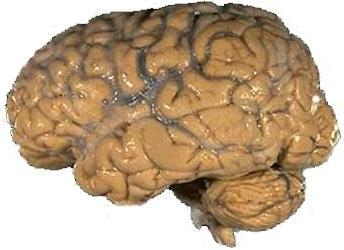

الإدراك العددي هو أحد فروع العلوم الاستعرافية الذي يدرس الإدراك والأسس التنموية والعصبية للأعداد والرياضيات. يُمثّل الإدراك العددي موضوع متعدد الاختصاصات، وهو يشمل -كغيره من العلوم الاستعرافية-  باحثين في علم النفس المعرفي وعلم النفس التنموي والعلوم العصبية واللغويات المعرفية. يهتم هذا المجال بشكل أساسي بالأدلة التجريبية، وقد يقارب أيضًا المسائل المرتبطة بالفلسفة الرياضية.
تتضمن المواضيع التي يناقشها الإدراك العددي ما يلي:
- كيف تتعامل الكائنات غير البشرية مع الإدراك العددي لديها؟
- كيف يكتسب الأطفال فهمهم للأعداد وما مدى فطرية ذلك لديهم؟
- كيف يربط البشر الرموز اللغوية بالكميات العددية؟
- ما هو الرابط بين هذه القدرات وقدرتنا على إجراء حسابات معقدة؟
- ما هي الأسس العصبية لهذه القدرات سواء لدى البشر أو غير البشر؟

ما هي القدرات والعمليات التي تسمح لنا بتوسيع نطاق فهمنا العددي لمجالات معقدة مثل مفهوم اللانهاية، والقيمة المتناهية في الصغر، أو مفهوم النهاية في التفاضل والتكامل؟

## الدراسات المقارنة
أثبتت مجموعة متنوعة من الأبحاث امتلاك الكائنات غير البشرية -ومن ضمنها الفئران والأسود وأنواع مختلفة من الرئيسيات- إدراكًا تقريبيًا للأعداد. على سبيل المثال: عند تدريب الفئران للضغط على الزر 8 أو 16 مرة للحصول على الغذاء كمكافأة لها، فإن عدد الضغطات سيتراوح ضمن مجال ذروته 8 أو 16. يُلاحظ أن الفئران الأكثر جوعًا أسرع في الضغط على الزر من الفئران جيدة التغذية، وبما أنّ الذروة كانت متماثلة سواء كانت الفئران جائعة أو غير جائعة، فمن الممكن فصل الوقت ومرات الضغط. بالإضافة إلى ذلك، بيّن نظام تتبع الأشياء تمييز أسماك الجوبي بين 1 و4 أفراد آخرين.
بالمثل، فقد قام الباحثون بتجربة على الأسود (ماكومب، باكر، وبوسي 1994) لدراسة السلوكيات الطبيعية غير المُلقنّة للحيوانات، حيث وضع الباحثون مكبرات مخفية في السافانا الإفريقية تقوم ببث صوت أسود يتراوح عددها بين 1 إلى 5؛ فإذا سمع الأسد وهو لوحده نداء يشير إلى وجود 3 أسود سيهرب، بينما سيقوم بالاستكشاف إذا رافقه أربعة أسود آخرين. يشير هذا الأمر إلى قدرة الأسود على معرفة ما إذا كانوا مغلوبين في العدد، ليس ذلك فحسب، فهم يستطيعون إدراك ذلك عبر عدة وسائل؛ الأمر الذي يقودنا إلى القول بأنّ الإدراك العددي مفهوم متعدد الحواس.

## الدراسات التنموية
أظهرت دراسات علم النفس التنموي امتلاك أطفال البشر إدراكًا تقريبيًا للأعداد كما الكائنات غير البشرية، حيث أجريت في هذا السياق العديد من الدراسات التي استخدمت ضوابطًا عديدة لاستبعاد العوامل غير العددية المؤثرة مثل المساحة، الإضاءة، المحيط، وغيرها.  عُرِض في هذه الدراسات عدد من العناصر المتجمعة في كتلة واحدة على الأطفال الرضع؛ وعندما عرض على الرضع شاشاتٍ تحوي 16عنصرًا، لوحظ بأنهم أطالوا النظر إلى الشاشة، مقارنةً بالأطفال الذين شاهدوا شاشاتٍ تحتوي 8 عناصر.
استنتج الباحثون -من خلال هذه الدراسة- امتلاك الرضع بعمر الستة أشهر إدراكًا للاختلاف بين العددين 8 و16.
أظهرت دراسات مماثلة أخرى امتلاك الرضع بعمر 6 أشهر القدرة على تمييز الأرقام التي تختلف عن بعضها بنسبة 1:2 (8 مقابل16 أو16مقابل 32)، بينما ينجح الرضع بعمر ال10 أشهر بالتمييز بين الأرقام المختلفة عن بعضها بنسبة 1:2 أو2:3 على حد سواء أي (8 مقابل12 أو16 مقابل32) مما يشير إلى أن الإدراك للفرق العددي يزداد مع التقدم بالعمر.
في سلسلة أخرى من الدراسات، أظهرت كارين وين أن الأطفال الصغار الذين لا تتجاوز أعمارهم 5 أشهر يملكون القدرة على القيام بعمليات جمع بسيطة للغاية (على سبيل المثال 1+1=2) وعمليات طرح بسيطة (3 - 1= 2)، ولإثبات ذلك استخدمت وين نموذج «انتهاك التوقع» حيث عرضت على الرضع دمية ميكي ماوس تمشي وتختفي خلف شاشة ثم تتبعها دمية أخرى وتختفي معها أيضًا، فإذا أُنزلَت الشاشة وظهر خلفها دمية واحدة، سينظر الأطفال الرضع لمدة أطول (الحدث المستحيل)، بينما لا يقومون بذلك عندما تنزل الشاشة لتظهر الدميتين (الحدث المتوقع أو الممكن). كذلك وجدت دراسات أجرتها كارين وين وكولين ماكرينك قدرة الأطفال على إعطاء نتائج دقيقة لعمليات على أعداد صغيرة، بالإضافة إلى قدرتهم على إعطاء نتائج تقريبية لعمليات طرح وجمع على أعداد أكبر (على سبيل المثال 5+5 و10-5).
يوجد جدل حول مدى احتواء نظم الأطفال هذه على مفاهيم رقمية عائدين إلى الجدل التقليدي للطبيعة مقابل التنشئة. اقترح عمل جيلمان وغاليستيل عام 1978 امتلاك الطفل مفهوم العدد الطبيعي بالفطرة وعليه فقط استخدام كلمات موجودة في لغته للتعبير عن هذا المفهوم، إلا أن أعمال كاري في 2004 و2009 عارضوا ذلك قائلين إن هذه الأنظمة تمتلك القدرة على تشفير الأعداد الكبيرة بشكل تقريبي فقط، ومنه يعتقد أن الأرقام من 1 إلى 4 هي التي تملك تمثيل دقيق بدون لغة حسب نظام تتبع الأشياء.
يُشكِّل البحث حول إمكانية الثقافات التي تفتقر للكلمات العددية على التعامل مع الأعداد الطبيعية أحد المقاربات الواعدة للأمر، ولكن النتائج حول ذلك لا تزال متضاربة حتى الآن.

## العلاقة بين الإدراك العددي والعمليات الإدراكية الأخرى
تثبت أدلة عديدة وجود ارتباط وثيق بين الإدراك العددي والمجالات الفكرية الأخرى، خاصّةً الإدراك المكاني. يستند أحد هذه الأدلة على دراسات أجريت على نماذج عددية للحس المواكب أو الحس المرافق.
أشار الباحثون الذين قاموا بهذه الدراسات إلى أن الأرقام والأعداد تتمثّل عقليًا لدى بعض الأشخاص على هيئة تخطيط مكاني معين، بينما يتم التعامل مع الأرقام لدى آخرين كأشياء محسوسة ومدركة يمكن معالجتها بصريًا لتسهيل الحساب.
تدعم الدراسات السلوكية وجود ارتباط بين الإدراك العددي والإدراك المكاني، فعلى سبيل المثال: يتعامل الأشخاص مع الأعداد الكبيرة بشكل أسرع في حال كانت هذه الأرقام على الجانب الأيمن من المحيط، بينما يتعاملون مع الأعداد الصغيرة عندما تكون على الجانب الأيسر، وهذا ما يُسمَّى بالرابط المكاني العددي لرموز الاستجابة. يختلف هذا التأثير بحسب البيئة والسياق، ويتساءل بعض الباحثون فيما إذا كان الارتباط العددي المكاني يعكس علاقة أساسية بين الإدراك المكاني والعددي، أو أنه يستدعي بدلًا عن ذلك حلًا استراتيجيًا للمشكلات أو آليةً معرفيةً أكثر شمولية كالتشبيه المجازي.
تبين الدراسات العصبية التصويرية إظهار القشرة الدماغية تمثيلًا للارتباط المكاني العددي، فعلى سبيل المثال: تبدي المنطقة الجدارية من القشر الدماغي تفعيل مشترك لمناطق المعالجة المكانية والعددية. تشير جميع الأبحاث السابقة إلى وجود علاقة قوية ومرنة في نفس الوقت بين الإدراك المكاني والعددي.
نادى جون كولسن بتعديل التمثيل العشري المتعارف به؛ فإدراك التكامل –المفقود في النظام العشري- يُعبَّر عنه بواسطة الأرقام والإشارات.

## التنوع العرقي اللغوي
تُدرَس ماهية الحساب لدى الشعوب الأصلية/المحلية لتحديد الجوانب العالمية للإدراك العددي لدى البشر. ومن أبرز الأمثلة على تلك الشعوب هو قبيلة بيراها التي لا يمتلك أفرادها كلمات للتعبير عن أرقام محددة، فمثلًا هم لا يستطيعون التعبير عن عدد حبات المكسرات في حال بلغ عددها أقل من عشر عناصر. يوجد كذلك قبيلة موندروكو التي يتميز أفرادها بأن عدد كلمات الأرقام لديهم لا يتجاوز الخمسة.
أمضى نابليون شاغنون عدة عقود في دراسة قبيلة يانومامي، وتوصل من خلال دراساته إلى أن شعب هذه القبيلة ليسوا بحاجة إلى العد في حياتهم اليومية، فمثلًا يقوم صيادو هذه القبيلة بعدّ السهام ومراقبة التغيرات العددية بنفس طريقة تمييزهم لعدد أفراد الأسرة، أي أنهم لا يملكون ثقافة معروفة للعد في لغاتهم.
إن تطور الإمكانيات العقلية واللغوية في الحساب مرتبطة بشكل ما بتقدم الزراعة بالإضافة إلى العديد من العناصر التي لا يمكن تمييزها حتى الآن.